# Hymenophyllum lindenii
Hymenophyllum lindenii är en hinnbräkenväxtart som beskrevs av William Jackson Hooker. Hymenophyllum lindenii ingår i släktet Hymenophyllum och familjen Hymenophyllaceae. Inga underarter finns listade.